# Casa Duran
La Casa Duran és un edifici que fa cantonada entre el carrer del Pedregar i el carrer de Sant Joan del municipi de Sabadell.

## Història
La construcció de la casa la va iniciar Feliu Duran el 1578 i es va allargar fins al 1606. Els Duran es van establir a la ciutat de Sabadell el 1443 i gaudien d'un alt poder social i econòmic. El cap de família, Feliu Duran, va ser procurador reial i jurat del Consell de la Vila, entre altres responsabilitats cíviques. En els documents consta com a propietari d'explotacions agràries i propietari de tallers de teixits de llana. Això posa de manifest l'estat econòmic tan diversificat i pròsper que mantenia la família i que els va permetre construir una casa de gent benestant que faria augmentar encara més el prestigi i reconeixement de la família Duran dins de la vila. Aquest edifici suposa, a més, un exemple de l'arquitectura renaixentista de la ciutat pels molts elements ornamentals que presenta. A la façana s'hi pot observar una placa amb la data de finalització de l'edifici (1606). És considerada Bé Cultural d'Interès Nacional des de 1958. L'any 2003 va passar a ser de titularitat municipal, i es van començar unes obres de restauració que van permetre recuperar les pintures murals i el celler.

## Descripció

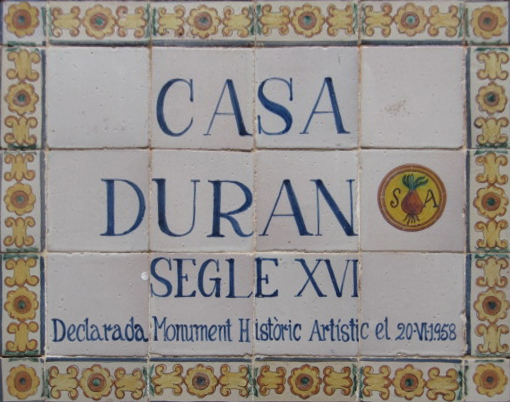
"Declarada Monument Històric Artístic el 20 de juny de 1958"

La casa mostra un model arquitectònic molt estès en les cases de les famílies acomodades de l'època: planta baixa, planta principal i golfes. A la planta baixa hi havia les cavallerisses i dependències productives, la planta principal era l'habitatge i el lloc d'ostentació, i les golfes servien de magatzem per a la producció agrària.

### Planta baixa
És el lloc on es desenvolupaven les feines agràries i de producció. La portalada ens serveix de porta d'entrada i un cop dins hi ha una gran sala d'entrada des d'on s'accedeix a les diferents estances i una gran escala situada en el celobert que permet pujar a la planta principal. Aquesta escala es troba protegida per una coberta de rajoles decorades (socarrat).
En aquesta planta hi trobem les cavallerisses, el graner, el celler i la fàbrica de sabó. Aquesta última es troba distribuïda en tres espais enllaçats per tres grans arcs.
Al costat de la portalada, tornant a la sala d'entrada, hi ha l'accés a la gruta subterrània. Tot i que no se'n té constància, tot fa pensar que aquest espai servia d'amagatall per a persones o objectes de valor.

### Planta principal
A l'entrar a la planta principal (o planta noble) trobem un gran saló destinat a la celebració de festes i actes socials. En aquest saló hi ressalta la decoració del sostre i el treball de les pintures murals, que representen elements decoratius arquitectònics. Aquests treballs es van realitzar durant el segle xviii, un segle després de la construcció de la casa, i són un exemple de l'art barroc.
A partir del saló accedim a dos dormitoris amb alcova i recambra, les sales d'estar, la biblioteca i la cuina menjador. A través de la recambra dels dormitori es pot anar al jardí. Aquest jardí té la peculiaritat d'estar alçat respecte al nivell del carrer i de posseir una capella familiar privada. Aquesta capella disposava d'un retaule renaixentista dedicat a la Mare de Déu.
Trobar la capella dins de la casa Duran és un altre senyal de l'elevat poder econòmic i social de la família.

### Golfes
Les golfes oferien dues funcions: emmagatzemar la producció agrària i separar la coberta del sostre principal per permetre un major aïllament tèrmic.